# Podarcis lilfordi gigliolii

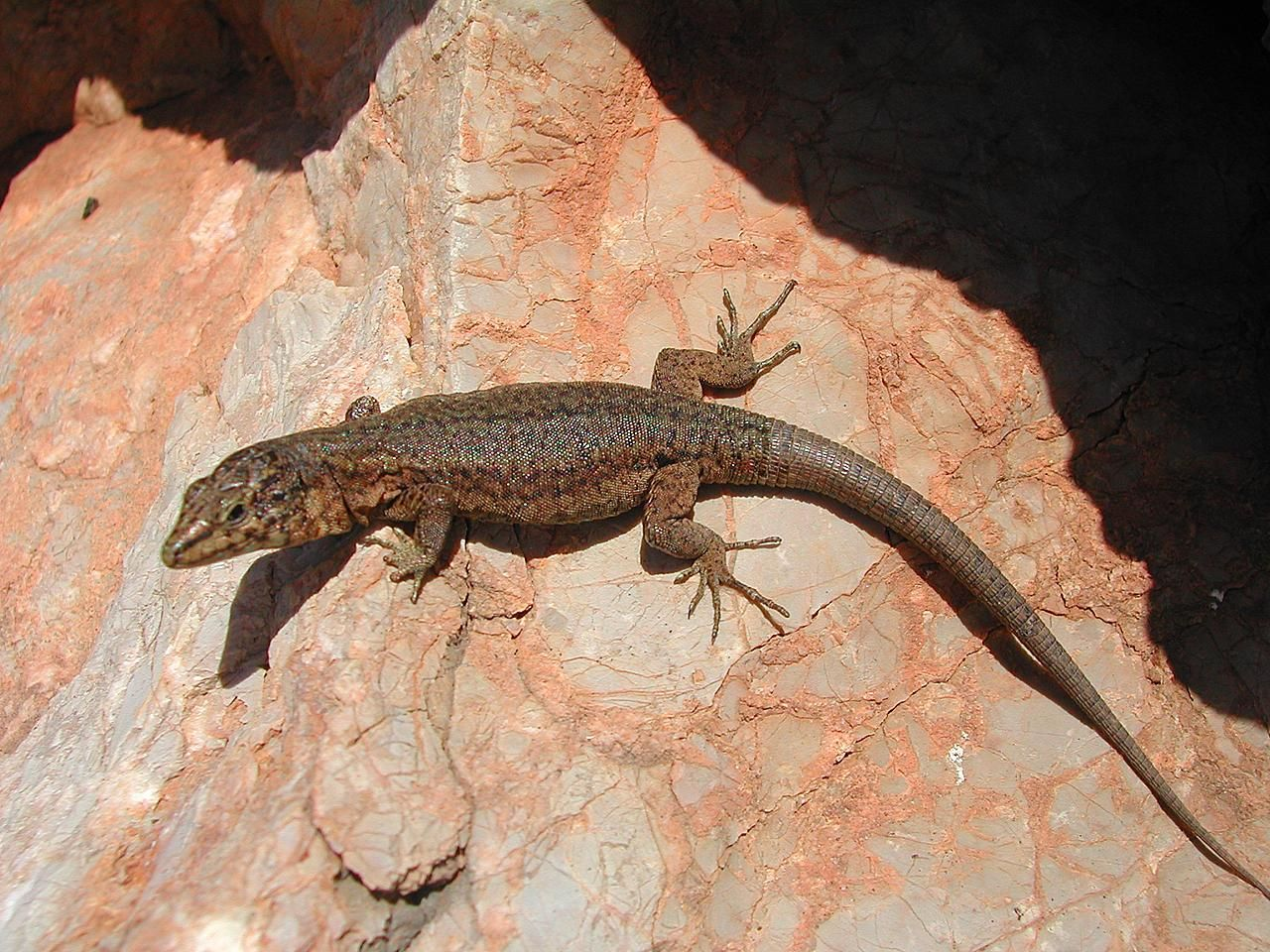
Podarcis lilfordi gigliolii

La sargantana balear de Sa Dragonera (Podarcis lilfordi gigliolii), és una subespècie que malgrat es coneix relativament la seva variació en els aspectes morfològics. A causa de la fragmentació de l'àrea que ocupa, constituïda, per illots d'extensió reduïda, la sargantana balear presenta una varietat enorme de morfologies, coloració i disseny. Pot arribar als 8 cm de longitud de cap i tronc i la seva cua dalt a uns 14 cm, tot i que els femelles són més petites, és una sargantana en general robusta, de cap afilat i coll molt gruixut i base de la cua gruixuda, amb potes adobes, el cap presenta escatis timpàniques i mesentèrica diferenciades. El seu dors és de color verd-terrós, i els costats són de color verd. Disseny negre poc marcat. El ventre es presenta groguenc, o blau a la part anterior, amb taques negres o blaves.